# Butterleaf-Nationalpark
Der Butterleaf-Nationalpark ist ein Nationalpark im Nordosten des australischen Bundesstaates New South Wales, 491 Kilometer nördlich von Sydney und rund 37 Kilometer nordöstlich von Glen Innes.
Der Park liegt auf dem Kamm der Great Dividing Range. Es gibt dort Eukalyptus-Primärwälder (Ribbon Gum und Messmate), Sümpfe und Heideland. Diese Landschaften bieten vielen seltenen Tieren Lebensräume, so zum Beispiel für den Gelbbauch- und den Großen Gleitbeutler, die Powerful Owl (Eulenart), den Wombat und den gefleckten Beutelmarder. Nördlich des Parks entspringt der Deepwater River. Östlich des Butterleaf-Nationalparks liegt der Washpool-Nationalpark.